# Jean de La Fontaine
Jean de La Fontaine (n. 8 iulie 1621, Château-Thierry, Franța – d. 13 aprilie 1695, Paris) a fost un poet, dramaturg și prozator francez. A rămas cunoscut în istoria literaturii îndeosebi pentru fabulele sale.
Jean de La Fontaine a fost membru al Academiei Franceze.

## Biografie

Mormântul lui La Fontaine din Cimitirul Père-Lachaise din Paris.
Textul înscris pe sarcofag:
HEIC JACET
IOH. LAFONTATNE CASTROTHEODORICVS
IN ÆSOPIIS FABELLIS CONDENDIS
RECENTIORVM VNICVS
BABRIÆ ET PHŒDRI
VICTOR POTIVSQVAM ÆMVLVS
VIXIT AN. LXXIV OBIIT A.S. MDCLXXXXV
GVIL. CHABROL DE VOLVIC
COMES PRÆFECTVS VRBIS
POETÆ CORPVS ALIVNDE TRANSIATVM
MONVMENTO INFERRI CVRAVIT
A. S. MDCCCXVII

### Primii ani
La Fontaine s-a născut la Château-Thierry, în Champagne, la 8 iulie 1621. Tatăl său a fost Charles de La Fontaine, maestru de vânătoare și pădurar al ducatului de Château-Thierry, iar mama sa a fost Françoise Pidoux. Familia sa făcea parte din pătura superioară a clasei de mijloc provinciale; chiar dacă nu făcea parte din nobilime, tatăl său era înstărit.
Jean, cel mai mare copil, a fost educat la colegiul din orașul Reims. În luna mai 1641 a intrat la Oratoriu, iar în luna octombrie a aceluiași an la Seminarul  din Saint-Magloire. Dar, după o perioadă relativ scurtă, mai exact în 1642 și-a dat seama că și-a greșit vocația și a început să studieze dreptul.

### Formarea ca poet
La Paris, în paralel cu studiile de drept, La Fontaine frecventează un cerc literar, denumit La Table Ronde („Masa rotundă”), alcătuit din tineri poeți ai acelei epoci, printre care: Pellisson, François Maucroix, François Charpentier, Tallemant des Réaux și Antoine de Rambouillet de La Sablière (care ulterior s-a căsătorit cu Marguerite Hessein, viitoarea protectoare a lui La Fontaine).
În 1647 tatăl său îi aranjează o căsătorie de conveniență cu Marie Héricart, în vârstă de doar 14 ani, fiica lui Louis Héricart, „locotenent civil și penal” al domeniului La Ferté-Milon. Tânăra soție a adus o zestre de 20.000 de livre. Contractul de căsătorie a fost semnat în acest oraș (în apropiere de Chateau-Thierry) la 10 noiembrie 1647. Jean de La Fontaine și soția sa au avut un singur fiu, Charles. La Fontaine o părăsește însă pe soția sa și se întoarce la Paris, unde frecventează societatea mondenă și libertină a acelei perioade.
La Fontaine obține în 1649, diploma de avocat pentru baroul parizian (Cour du Parlement de Paris).
Debutul lui Jean de La Fontaine  în literatură s-a petrecut la 17 august 1654, prin publicarea unei comedii în cinci acte: L’Eunuque („Eunucul”), o prelucrare după Terențiu, care nu a avut însă succes.
În 1657 La Fontaine scrisese versuri dedicate lui Nicolas Fouquet, Surintendant des Finances (ministru de finanțe), unul dintre cei mai influenți curteni ai regelui Ludovic al XIV-lea. Fouquet s-a arătat interesat de autorul versurilor respective, iar în 1659 La Fontaine a ajuns în anturajul acestuia, fiind introdus de către Jacques Jannart, o rudă a soției sale. În acea perioadă Fouquet era un adevărat „Mecena” pentru poeții francezi, astfel că în curând La Fontaine a primit o pensie de 1000 de livre, în schimbul căreia se obliga să scrie o serie de poeme de circumstanță în termenii prevăzuți în contract. Tot lui Fouquet i-a dedicat și poemul epic Adonis, o prelucrare după Publius Ovidius Naso. De asemenea, La Fontaine a scris o operă literară compozită (în proză și în versuri), intitulată Le Songe de Vaux, în cinstea domeniului și a noului castel de la Vaux a patronului său; opera nu a mai fost însă tipărită deoarece Fouquet a fost arestat din ordinul lui Ludovic al XIV-lea la 5 septembrie 1661.
Totuși, în martie 1662 este tipărită clandestin elegia Elégie aux Nymphes de Vaux, o parte din Le Songe de Vaux. A fost un act de curaj din partea lui La Fontaine să-și exprime în acest mod sentimentele de gratitudine față de protectorul său Fouquet, în situația în care acesta căzuse în dizgrația regelui și fusese aruncat în închisoare.
La Fontaine și-a găsit un nou protector în ducele de Bouillon, suzeran al domeniului Château Thierry. Mai ales ducesa de Bouillon, Marie Anne Mancini, cea mai tânără dintre nepoatele cardinalului Mazarin (prim-ministru al Franței din 1642 până la moartea sa în 1661), l-a protejat pe La Fontaine.
În ianuarie 1663 Jean de La Fontaine scrie Ode au Roi („Odă regelui”), prin care, în mod subtil, cere clemență pentru nefericitul Fouquet. Prin aceasta, nu reușește însă decât să-și atragă antipatia lui Jean-Baptiste Colbert, noul favorit al regelui.

### Apogeul activității literare (1664-1679)

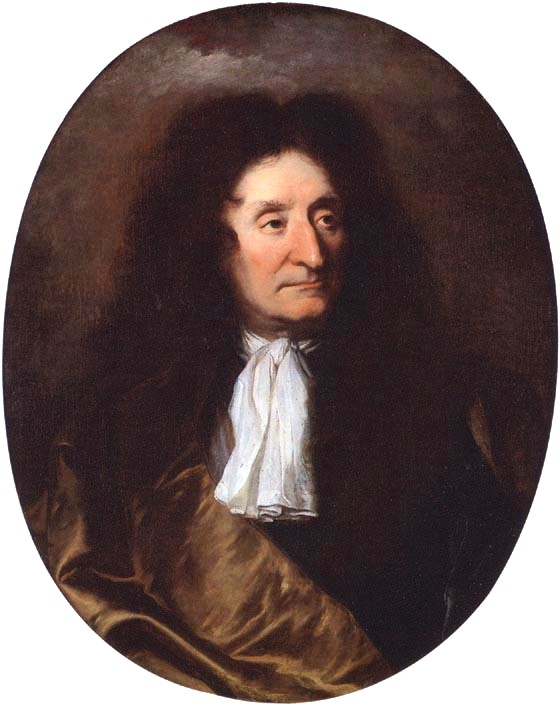
Jean de La Fontaine
(pictură de Hyacinthe Rigaud, 1690)

În 1664 îi apare primul volum de o reală importanță: Contes („Povestiri”), cu care intră în atenția contemporanilor săi.
La 8 iulie 1664 Jean de La Fontaine a fost înnobilat, primind un Brevet de Gentilhomme („brevet de gentilom”); el a intrat oficial în serviciul ducesei de Orléans, Marguerite de Lorraine, care era mama ducelui de Bouillon, protectorul său. La palatul „Luxembourg” din Paris, reședința ducesei de Orléans, La Fontaine îi cunoaște, printre alții, pe La Rochefoulcauld, pe Madame de Sévigné și pe Madame de La Fayette, personalități celebre ale literaturii franceze.
Tot în același an, la 10 decembrie, tipărește două povestiri prelucrate după Boccaccio și Ariosto. Din acest motiv s-a iscat o dispută în cercurile literare, cu referire la libertatea pe care povestitorul poate să o aibă în raport cu modelul de la care a pornit. Într-un eseu (La Dissertation sur Joconde), Nicolas Boileau a tranșat acestă dezbatere în favoarea lui La Fontaine.
În 1665 și 1666 îi apar două volume de povești și povestiri în versuri (Contes et Nouvelles en vers).
La 31 martie 1668 este tipărit volumul Fables choisies („Fabule alese”), dedicat lui Ludovic, Delfinul Franței, fiul cel mare și moștenitor al regelui Ludovic al XIV-lea. În prefață, La Fontaine explica: Je me sers d'animaux pour instruire les hommes („folosesc animalele pentru a-i învăța pe oameni”).
La Fontaine publică în 1669 Les Amours de Psyché et de Cupidon. Această carte suscită o relativă neînțelegere, datorită stilului său neconvențional, care contravenea principiilor de  bază ale esteticii clasice, fiind un amestec de proză, versuri, povestiri mitologice și conversații literare. Romanul îi pune în scenă și pe „cei patru amici”, reprezentați prin Molière, Boileau, Racine și La Fontaine însuși.
La 20 decembrie 1670 este publicată la Port Royal Recueil de Poésies Chrétiennes („Culegere de poezii creștine”), dedicate Prințului de Conti, la care a colaborat și La Fontaine.
Odată cu moartea ducesei de Orléans (1672), La Fontaine a pierdut mult din punct de vedere al situației sale materiale. Din fericire pentru el, și-a găsit o nouă protectoare: Marguerite de La Sablière, în casa căreia l-a cunoscut, printre alții, pe Charles Perrault
La 17 februarie 1673 a murit Molière; La Fontaine, care îi fusese prieten, a publicat un elogiu în memoria acestuia.
Având și protecția Marchizei de Montespan (metresa regelui Ludovic al XIV-lea), La Fontaine încearcă să se lanseze în lumea operei scriind un libret pentru Jean-Baptiste Lully. Acesta însă nu duce până la capăt proiectul, iar La Fontaine, furios, scrie un poem-satiră împotriva lui Lully întitulat Le Florentin (Lully fiind originar din Florența). Publică, de asemenea, o altă culegere de povestiri licențioase Nouveaux Contes.
În 1678 și 1679 îi apar patru noi volume de Fables choisies („Fabule alese”), dedicate Marchizei de Montespan.

### Membru al Academiei Franceze
În 1682, având peste șaizeci de ani, La Fontaine era recunoscut ca fiind unul dintre cei mai valoroși literați francezi. Se pare că Madame de Sévigné, un adevărat critic literar al acelei epoci, a fost cea care a început demersurile la curtea regală și în cercurile literare pentru primirea lui Jean de La Fontaine în Academia Franceză.
La alegerile din 15 noiembrie 1683, organizate pentru ocuparea locului rămas liber după decesul lui Colbert, La Fontaine a obținut majoritatea voturilor, întrecându-l pe contracandidatul său, Boileau. A intervenit însă preferința lui Ludovic al XIV-lea pentru Boileau, care era istoriograful său, astfel încât alegerea lui La Fontaine a fost blocată timp de șase luni. Regele nu uitase probabil atașamentul lui La Fontaine față de Fouquet și, în plus, îl considera ca un reprezentant al vechiului partid al Frondeurilor. 
Între timp, La Fontaine publicase Poème du Quinquina, un poem filosofic însoțit de două noi povestiri, iar la 6 mai 1683 pe scena de la Comédie Française avusese loc premiera comediei sale Rendez-vous.
La 17 aprilie 1684 Boileau a fost ales de Academia Franceză în locul lui Bezons Bazin, care decedase între timp, astfel încât Ludovic al  XIV-lea a semnat aprobarea regală simultan, atât pentru Boileau cât și pentru La Fontaine, la 24 aprilie 1684.
Jean de La Fontaine a susținut la 2 mai 1684 discursul tradițional la primirea sa în rândurile academicienilor. Discursul său a conținut și un elogiu la adresa predecesorului său, Colbert, deși acesta îi fusese un adversar declarat.
A participat cu mult entuziasm la ședințele Academiei, fiind printre cei mai perseverenți academicieni ai epocii. A rămas celebră controversa sa cu Antoine Furetière pe tema dicționarului pe care acesta îl tipărise trecând peste „monopolul” pe care îl deținea Academia Franceză în materie de dicționare. Împreună cu Boileau și Racine, La Fontaine a reușit să îl excludă pe Furetière din rândurile academicienilor; în replică, Furetière a publicat o serie de pamflete, inclusiv împotriva fostului său prieten, La Fontaine, acuzându-l de trădare pentru că apărase privilegiile Academiei.
La 28 iulie 1685, împreună cu François de Maucroix, tipărește Ouvrages de Prose et de Poésie („Lucrări de proză și poezie”), conținând traduceri din Platon, Demostene și Cicero, precum și noi fabule și povestiri. 
În timpul celebrei polemici de la Academia Franceză dintre „clasici și moderni” (fr:Querelle des Classiques et des Modernes), Jean de La Fontaine s-a situat în mod evident alături de „clasici” (printre care se numărau și prietenii săi Boileau, Racine și La Bruyère). El scrie Épître à Monsieur de Soissons („Scrisoare către M. de Soissons”), pretext pentru o declarație de principii literare, printre care celebrul: „Mon imitation n’est point un esclavage” („imitațiile mele literare nu sunt o servitute”).

### Ultimii ani
În martie 1688, Madame de la Sablière, protectoarea lui Jean de La Fontaine, fiind grav bolnavă, abandonează reședința ei oficială din strada Saint Honoré, dar îi lasă în folosință lui La Fontaine o casă mai mică, anexă a palatului.
În 1689 La Fontaine scrie fabula Le Milan, le Roi et le Chasseur („Șoimul, regele și vânătorul”) dedicată Prințului de Conti, cu ocazia căsătoriei acestuia. După aceasta el devine un apropiat al prințului și al familiei Vendôme.
În 1690 publică în Le Mercure Galant trei fabule inedite. La 28 noiembrie 1691 Opera Franceză pune în scenă Orphée („Orfeu”), o tragedie lirică de La Fontaine.
La sfârșitul anului 1692, starea sănătății lui La Fontaine se înrăutățește; probabil din cauza tuberculozei netratate. La 6 ianuarie 1693 a murit protectoarea sa, Madame de la Sablière. La Fontaine traduce în franceză Dies Irae, pe care o citește în fața Academiei Franceze la ședința solemnă ce a avut loc cu ocazia primirii în rândurile academicienilor a lui Jean de La Bruyère.
Jean de La Fontaine a murit la 13 aprilie 1695. Era în vârstă de 74 de ani. A fost înhumat alături de Molière, care murise mai înainte cu douăzeci și doi de ani. Ulterior, (în 1817) rămășițele acestor două genii ale Franței au fost mutate la cimitirul Père Lachaise, mormintele lor fiind alăturate și acolo.

## Opera

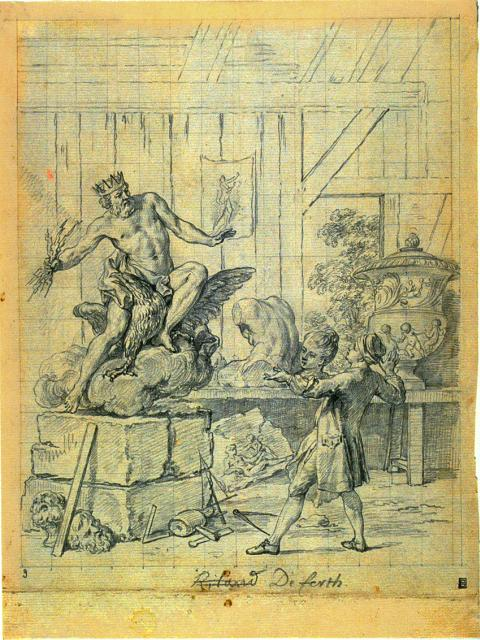
Ilustrație din secolul al XVIII-lea pentru fabula „Sculptorul și statuia lui Jupiter”,
de Charles-Nicolas Cochin

Jean de La Fontaine s-a impus în literatura universală prin fabulele sale, publicate în 12 cărți, în perioada 1668-1694. Fiind inspirat de anticii Esop și Fedru, precum și de tradițiile populare, și înzestrat cu un talent deosebit, el a depășit caracterul unilateral didactic al vechilor fabule, transformându-le în adevărate opere de artă.
Prin intermediul fabulelor, La Fontaine a criticat moravurile sociale din Franța în timpul absolutismului și a demascat cu mult umor și vervă viciile claselor dominante necruțându-l nici pe rege și nici pe curtenii săi, ca în „Greierele și furnica”, „Corbul și vulpea”, „Lupul și mielul” etc. Eroii din fabulele sale, care aparțin lumii animaliere și regnului vegetal, personificând tipuri și caractere, reprezintă diferite aspecte ale vieții sociale din Franța acelui timp.
Un alt merit al lui La Fontaine constă în lirismul care străbate fabulele sale, prin  aceasta deosebindu-se de aproape toți scriitorii clasici francezi. Fabulele au fost scrise în limba vie a poporului. La Fontaine este inițiatorul versului liber în literatura franceză.
Fabulele lui La Fontaine au fost traduse în foarte multe limbi; acest fapt a influențat dezvoltarea ulterioară a acestei specii literare, inclusiv a fabulei românești prin Ion Heliade-Rădulescu, Alexandru Donici, dar mai ales prin Grigore Alexandrescu.

### Fabule celebre
- La Cigale et la Fourmi („Greierele și furnica”)
- Le Corbeau et le Renard („Corbul și vulpea”)
- Le Loup et l'Agneau („Lupul și mielul”)
- Le Renard et la Cigogne („Vulpea și barza”)

### Lucrări publicate (în ordine cronologică)
- 1654 -  L’Eunuque („Eunucul”, o prelucrare după Terențiu)
- 1658 - Epître à l'Abbesse de Mouzon - Adonis
- 1659 - Le Songe de Vaux
- 1659-1661 - 26 poezii dedicate lui Fouquet
- 1660 - Les Rieurs du Beau Richard
- 1661 - Primele fabule (Fables)
- 1662 - Elégie aux Nymphes de Vaux
- 1663 - Ode au Roi („Odă regelui”); Relation d'un Voyage de Paris en Limousin
- 1664 - Primele două povestiri: Joconde și Le cocu battu et content
- 1665 - Contes et Nouvelles en vers („Povestiri și nuvele în versuri”)
- 1666 - Contes et Nouvelles en vers (partea a doua)
- 1667 - Trei povestiri: Les frères de Catalogne, L'Ermite și Mazet de Lamporechio
- 1668 - Fables choisies mises en vers („Fabule alese”)
- 1669 - Les Amours de Psyché et Cupidon
- 1670 - Recueil de poésies chrétiennes et diverses („Culegere de poezii creștine și diverse”)
- 1671 - Contes et Nouvelles en vers (partea a treia)
- 1673 - Poème de la Captivité de Saint Malc
- 1674 - Daphné - Les Nouveaux contes
- 1675 - Le Florentin („Florentinul”)
- 1678-1679 - A doua culegere de fabule (Fables, livres VII à XI)
- 1682 - Poème du Quinquina, Belphégor, La Matronne d'Ephèse, Galaté
- 1683 - Le rendez-vous („Întâlnirea”, piesă de teatru pierdută); Achille
- 1684 - Discours à Madame de la Sablière
- 1685 - Publică 11 noi fabule și 5 noi povestiri
- 1687 - Epître à Huet („Scrisoare către Huet”)
- 1689 - Le Milan, le Roi et le Chasseur („Șoimul, regele și vânătorul”)
- 1690 - Les Compagnons d'Ulysse („Însoțitorii lui Ulise”)
- 1691 - Astrée; Les Deux Chèvres; Le Thésauriseur et le Singe
- 1692 - La Ligue des rats („Liga șobolanilor”)
- 1693 - A treia culegere de fabule (Fables, livre XII)